# Fort Bridger
Pour les articles homonymes, voir Bridger.
Le fort Bridger est d'abord un avant-poste de traite des fourrures du XIXe siècle créé en 1842, sur le Blacks Fork (en) de la Green River, dans ce qui est maintenant le comté d'Uinta au Wyoming, États-Unis. Il devient un point de ravitaillement vital pour les convois de charriots sur la piste de l'Oregon, la piste de la Californie et la piste des Mormons. L'armée y crée un poste militaire en 1858 pendant la guerre de l'Utah, jusqu'à sa fermeture définitive en 1890. Une petite ville, Fort Bridger (en) est située à proximité du fort et prend son nom.

## Poste de traite de Bridger
Le poste est créé par l'homme des montagnes Jim Bridger, de qui il tire son nom, et Louis Vasquez (en). Bridger, sans doute le personnage le plus pittoresque des débuts du Wyoming, est souvent appelé le « Daniel Boone » des Rockies. Le col de Bridger (en), qu'il a découvert, est aussi nommé en son honneur.
En 1845, Lanford Hastings (en) publie un guide intitulé « The Emigrant's Guide to Oregon and California » qui conseille aux émigrants de Californie de quitter la piste de l'Oregon au fort Bridger, passer à travers la chaîne Wasatch à travers le désert du grand lac salé (en) (une route de 80 milles (129 km) sans eau), contourner les Ruby Mountains, et rejoindre la piste de la Californie à environ 7 milles (11,3 km) à l'ouest de l'actuelle ville d'Elko (maintenant le col des émigrants (en)). L'expédition malheureuse Doner-Reed suit cette route, au cours de laquelle ils rencontrent un cavalier envoyé par Hastings pour donner des lettres aux émigrants en route. Le 12 juillet, les Donners et Reeds reçoivent une de ces lettres, où parmi d'autres messages, Hastings déclare « trouver une nouvelle et meilleure route pour la Californie », et qu'il attendra au fort Bridger pour guider les émigrants sur le nouvel itinéraire.

## Mormons et le fort Supply
Avec l'arrivée des pionniers mormons en 1847, les altercations surviennent entre Bridger et les nouveaux colons. En 1853, une milice de mormons est envoyée l'arrêter, pour avoir vendu de l'alcool et des armes aux Amérindiens, en violation d'une loi fédérale. Il échappe à la capture et retourne temporairement dans l'est. Près du fort existant, les mormons créent leur propre fort Supply la même année. En 1855, les mormons prennent le contrôle du fort Bridger, l'ayant d'après certaines informations acheté pour 8 000 $ (219 514 $ actuels) en pièces d'or. Les mormons déclarent, contre les dénégations de Bridger, qu'ils ont acquis le fort à Vasquez. Il y a un acte de propriété daté du 3 août 1855, enregistré le 21 octobre 1858, à Salt Lake City, dans le Records Book B. p. 128, qui vend ostensiblement le fort Bridger à l'Église de Jésus-Christ des saints des derniers jours. Les noms de Bridger et de Vasquez sont certifiés conformes par H. F. Morrell en présence d'Alinerin Grow et William Adams Hickman (en), prétendument conformément à un contrat de mandat. Bridger est absent de la région en 1855, servant de guide à Sir St George Gore.

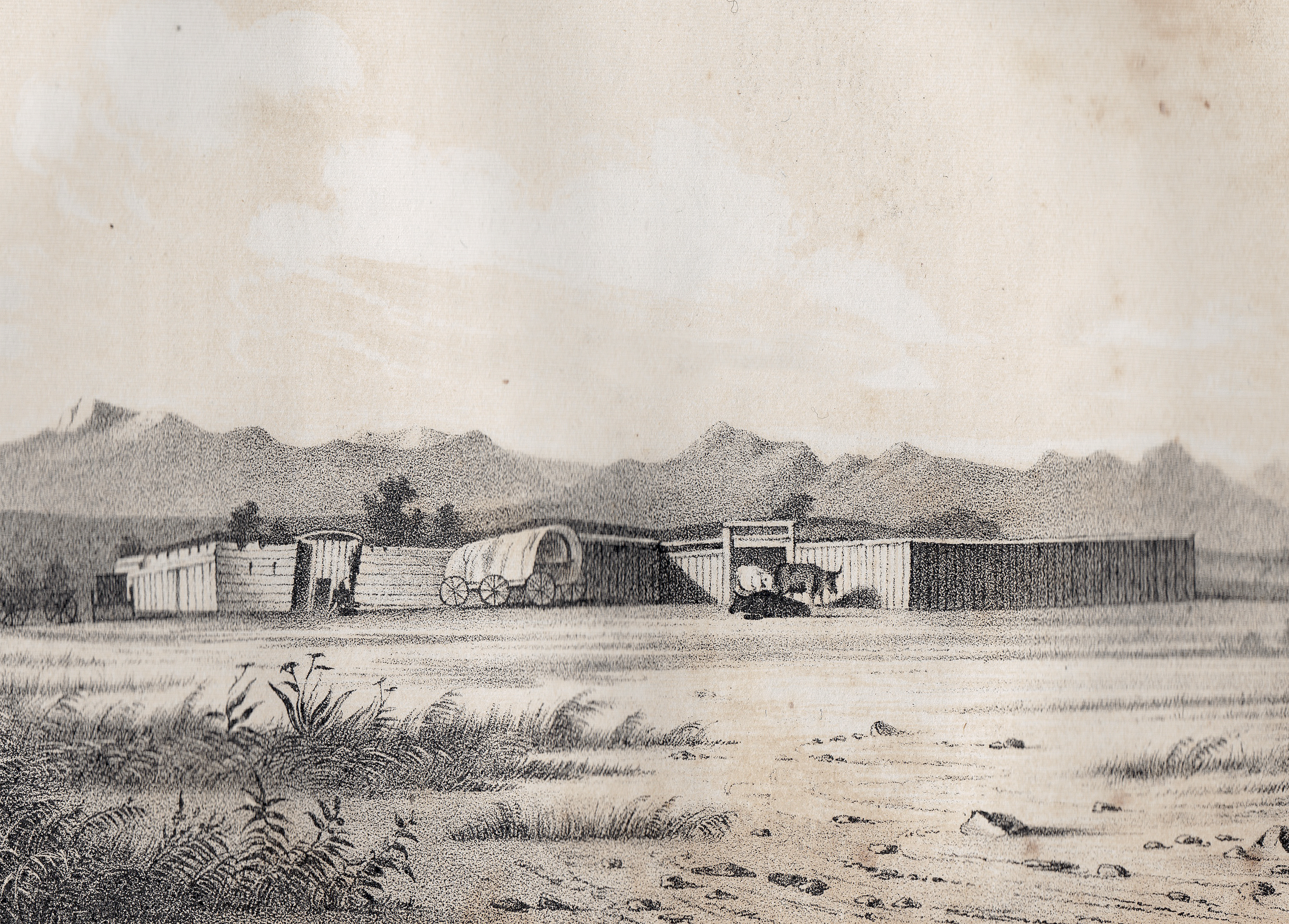
Fort Bridger, 1850.

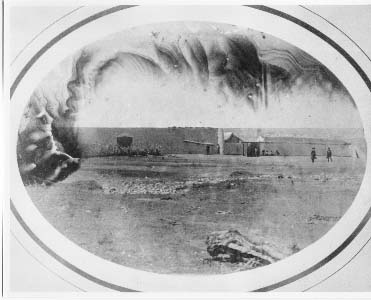
Fort Bridger, 1858. par, photographe de expédition de Simpson. Courtoisie de la bibliothèque du Congrès.

## Guerre de l'Utah
Les relations se détériorent entre les responsables mormons dans le territoire de l'Utah et les autorités fédérales à Washington, D.C. À la suite de l'élection du président James Buchanan, l'armée des États-Unis reçoit l'ordre de partir en Utah pour installer un nouveau gouverneur, remplaçant Brigham Young, et aussi pour établir une présence militaire. Alors que l'armée avance, les mormons dans la vallée de la Green River se retirent, incendiant le fort Suplly et Supply City. Dans la nuit du 7 octobre 1857, Wild Bill Hickman (en) met le feu au fort Bridger pour empêcher qu'il tombe dans les mains de l'armée des États-Unis qui approche pendant la guerre de l'Utah.
L'armée met ses quartiers d'hiver près du fort Bridger. En juin 1858, alors que la majorité de l'armée de Johnston se met en route pour Salt Lake City, deux compagnies restent derrière et établissent le fort Bridger en tant que poste officiel de l'armée. Les autres troupes continuent et établissent finalement le camp Floyd (en) au sud de Salt Lake City.
En 1858, William A. Carter est nommé cantinier (en) du poste au fort Bridger. Sans doute plus que tout autre, l'histoire du poste tourne autour de ce marchand civil qui reste au centre des activités du poste pendant toute son histoire.[citation nécessaire]
À la fin des hostilités, le Congrès des États-Unis rejette la réclamation de Brigham Young pour la possession du fort et ne reconnaît pas les réclamations suivantes de Jim Bridger sur le fort.[citation nécessaire]

## Fort Bridger en tant que relais du Pony Express
Le fort historique Bridger a plusieurs vieux bâtiments intéressants qui restent debout : la vieille grange du Pony Express et le mur mormon de protection.

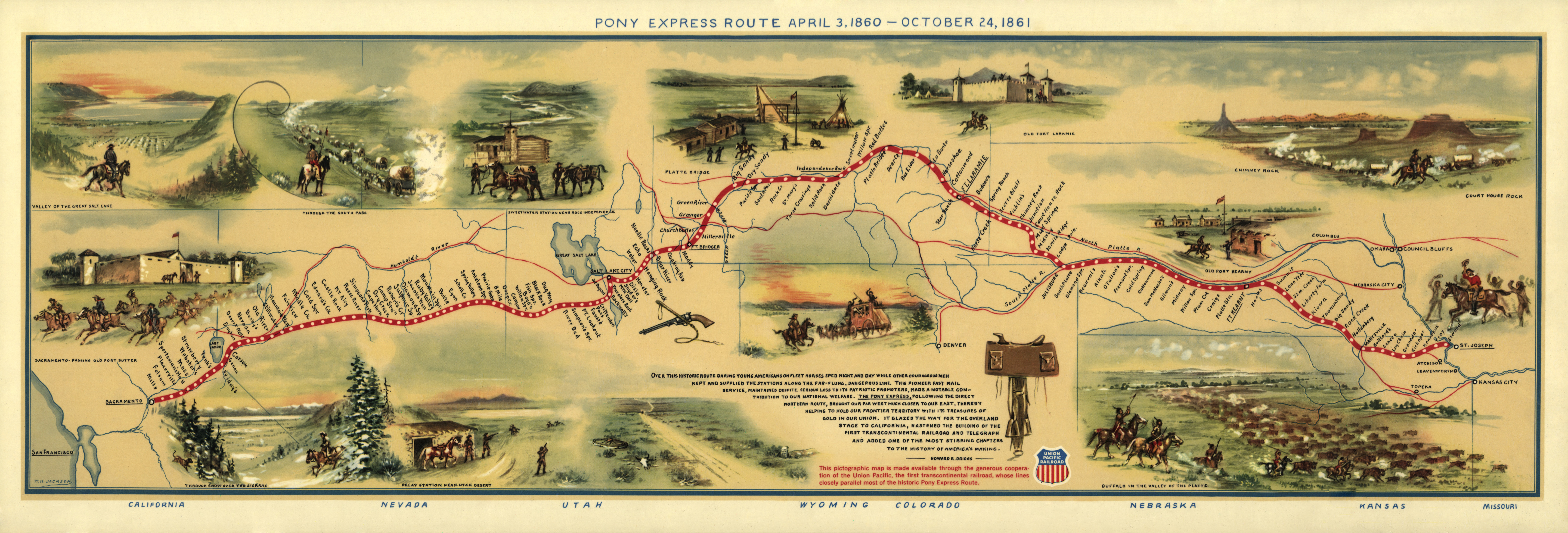
Carte de la route du Pony Express en 1860par William Henry Jackson ~ courtoisie de la bibliothèque du Congrès

## Guerre de Sécession
À la suite du déclenchement de la guerre de Sécession en 1861, toutes les troupes fédérales dans le territoire de l'Utah sont retirées pour combattre l'armée des États confédérés dans l'est(p806). William A. Carter organise un groupe d'hommes des montagnes pour défendre le fort avant l'arrivée de troupes de volontaires du Nevada et de Californie(p87). L'année suivante, le colonel Patrick Edward Connor est envoyé dans l'Utah avec une colonne de volontaires de la cavalerie et d'infanterie de Californie, établissant le fort Douglas près de Salt Lake City(p806). Connor envoie plus tard deux compagnies et rétablissent la présence de l'armée au fort Bridger(p87). Plusieurs unités de volontaires sont stationnées à Bridger pendant la guerre de Sécession.

## Retour de l'armée régulière
En 1866, avec la libération des unités de volontaires, l'armée régulière retourne pour armer le fort Bridger, commençant avec des compagnies du 18th U.S. Infantry. Le poste devient moins isolé en 1869, lors l'Union Pacific est construit dans la région.
Finalement, l'expansion des chemins de fer dans l'ouest rend ce fort et les autres obsolètes. Le fort Bridger est d'abord abandonné en 1878 mais est rétabli deux ans plus tard. L'armée ferme finalement le poste en 1890.

## Ville de Fort Bridger
Après le départ de l'armée, les bâtiments sont vendus et le site devient rapidement une ville de bétail au sud-ouest du Wyoming. Un hôtel est créé dans les anciens quartiers de l'officier commandant, et les grands baraquements en pierres deviennent finalement une étable de traite de lait.

## Site historique de fort Bridger
En 1928, le fort Bridger est vendu à la commission des monuments historiques du Wyoming pour sa préservation en tant que monument historique, désigné maintenant comme site historique d'État de Fort Bridger. Plusieurs bâtiments d'origine subsistent et sont restaurés. Par exemple, les baraquements en pierres de 1888 contiennent un musée avec des objets anciens des différentes périodes de l'histoire du fort, et les visiteurs peuvent voir le poste de traite reconstitué et un site archéologique d'interprétation.

## Rendez-vous annuel du commerce de fourrure de fort Bridger
Le rendez-vous de fort Bridger est une célébration de l'époque du commerce des fourrures du XIXe siècle. L'événement, aussi connu comme le rendez-vous de Rocky Mountain (en) au fort Bridger, est un événement annuel depuis le milieu des années 1970. C'est actuellement l'un des plus grands rendez-vous dans l'ouest, accueillant des centaines de marchands et plusieurs milliers de visiteurs chaque année. Le rendez-vous est organisé par l'association du rendez-vous du fort Bridger, une association sans but lucratif. Les manifestations comprennent des démonstrations primitives, des concours de cuisine, des fusillades à la poudre noire, des concours de lancer de couteau et de faucon, des canons de bonbons, des danses amérindiennes, des contes, des spectacles de magie et plus encore. Une grande partie de la manifestation est dédiée au commerce. Tous les produits vendus dans le fort pendant le rendez-vous doivent être antérieurs ou être une réplique d'un objet antérieur à 1840.

## Photographes au fort Bridger
Les photographes sont passés par ce poste de frontière militaire depuis les débuts de cette forme d'art. Le daguerréotypiste John Wesley Jones visite la garnison en 1851, et Samuel C. Mills (en), voyageant avec l'armée à destination de l'Utah, prend au moins une photo du fort Bridger en 1858. Le photographe de Salt Lake City, Samuel C. Mills (en) y vient pendant l'hiver 1866-67, et son ancien mentor Charles R. Savage s'y arrête aussi en 1869. Les archives du recensement indique la présence d'un photographe nommé Simeon Pierson dans le poste en 1870. En 1876-77, un militaire, le soldat Charles Howard (en), a un studio dans le poste.

## Archéologie
Le Dr. Dudley Gardner débute un travail au fort Bridger en 1990. Lui et ses étudiant ont mis au jour une partie du poste d'origine de Bridger, de la fortification des mormons et de l'occupation suivante de l'armée. Le travail avance actuellement sur les rapports d'excavation officiels.